# Got Choba
Got Choba är en krater i Kenya.   Den ligger i länet Marsabit, i den centrala delen av landet, 400 km norr om huvudstaden Nairobi. Toppen på Got Choba är 1 169 meter över havet. Got Choba ingår i Res Fila.
Terrängen runt Got Choba är varierad. Runt Got Choba är det ganska tätbefolkat, med 60 invånare per kvadratkilometer. Närmaste större samhälle är Marsabit, 10,3 km sydväst om Got Choba. Omgivningarna runt Got Choba är i huvudsak ett öppet busklandskap.